# مارك ديون
مارك ديون (بالإنجليزية: Mark Dion)‏ هو محامي وسياسي أمريكي، ولد في 1955. حزبياً، نشط في الحزب الديمقراطي. وقد انتخب عضو مجلس نواب مين.